# Моторний Андрій Данилович

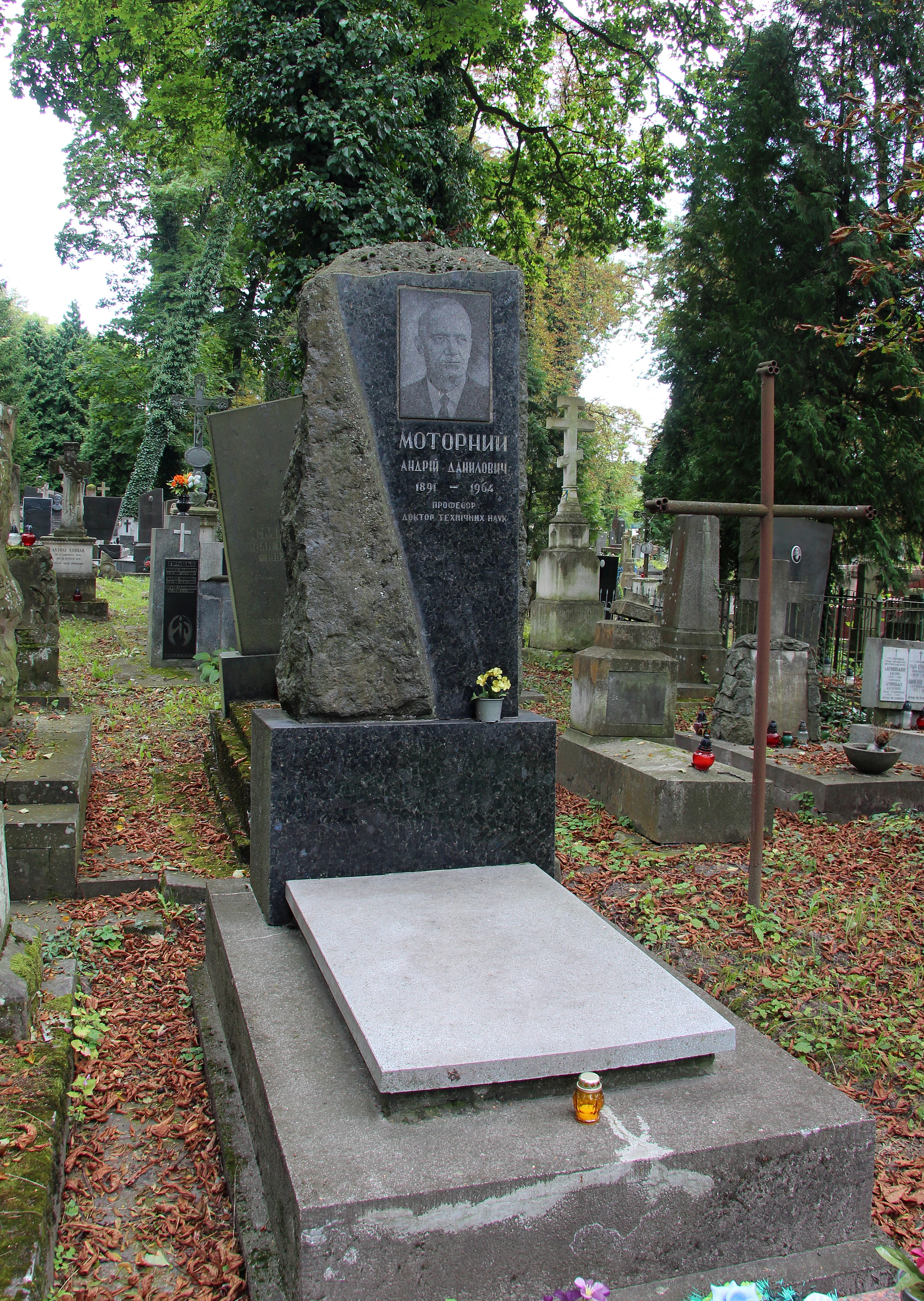

Андрі́й Дани́лович Мото́рний (*10 грудня 1891 — †26 лютого 1964) — український геодезист, один з засновників української геодезичної школи, шостий завідувач кафедри геодезії (1945—1964) і перший декан Геодезичного факультету (1945—1951) Львівського політехнічного інституту, доктор технічних наук (1960), професор (1961).

## Біографія

### Родовід
Народився в с. Сушки, нині Канівського району Черкаської області.
Його батько Данило Деомидович Моторний (*кол. 1854-†кол. 1935) був наймитом у Сушках, служив в Російській імператорській армії, а після переселення з родиною в Золотоношу в 90-х рр. 19 ст. — земським листоношею, а мати Тетяна Францівна Моторна (*кол. 1863-†1945) була домогосподаркою. Батько походив із старовинного роду реєстрових козаків (до Другої світової війни в родині зберігалася відповідна старовинна грамота), а мати — з родини Гумелів, яка дала народу найвидатнішого українського і російського індолога академіка AH CPCP О. П. Баранникова (*1890-†1952), двоюрідного брата А. Д. Моторного.
В родині Моторних народилося семеро дітей — чотири брати і три сестри. Крім Андрія це були Марія (*1882-†1971), Микола (*?-†?), Олена (*?-†1921), Іван (*1889-†1939), Надія (*1894-†1970) і Дмитро (*?-†1922).

### Освіта
Загальну освіту здобув в парафіяльній школі (1900—1903), в трьохкласному міському училищі (1903—1906), відомому також як приватна прогімназія Тутолміна, і в восьмирічній чоловічій гімназії (1906—1913) в Золотоноші.
Після закінчення гімназії навчався в Його Імператорської Високості Великого князя Костянтина Межовому інституті у Москві (тепер Московський університет геодезії і картографії — МІІГАіК), який закінчив 26 березня / 12 квітня 1921 р. Диплом межового інженера йому підписав і вручив його учитель, видатний вчений-геодезист, ректор інституту член-кореспондент Російської академії наук (від 1925 р. AH CPCP) Ф. М. Красовський (*1878-†1948).
З 16 серпня 1916 р. до листопада 1920 р. в навчанні була перерва, викликана Першою світовою війною, революційними подіями, німецькою окупацією України і громадянською війною в країні. Спочатку перебував в Золотоноші, а з 8 грудня 1918 р. по 20 липня 1920 p. викладав математику в українській гімназії с. Мойсинці Полтавської губернії (тепер с. Придніпровське Черкаської області).

### Діяльність у Західному Сибіру, Золотоноші і Чернігові
Після закінчення інституту А. Д. Моторний до жовтня 1921 р. працює геодезистом у Ямальській полярній експедиції в Західному Сибіру, а потім викладачем математики, геодезії, меліорації та земельного законодавства (листопад 1921 р. — 1924 р.) і директором (1922—1924 рр.) Золотоніського сільськогосподарського технікуму.
Там же в Золотоноші 3 серпня 1923 р. одружився з Єлизаветою Євдокимівною Кучеренко (*1903-†1987), уродженкою с. Богодухівка, нині Чорнобаївського району Черкаської області), яка була племінницею всесвітньовідомого українського спортсмена-борця Івана Піддубного (*1871-†1949). В родині народилися син Володимир (*1929-†2015), знаний у світі вчений-славіст, професор Львівського Національного університету ім. І. Я. Франка, та дочка Зоя (*1931-†1942).
Після того, як у 1924 р. технікум у Золотоноші був закритий, А. Д. Моторний був відряджений Наркоматом освіти УСРР у Чернігів і там з 25 грудня 1924 р. по листопад 1925 р. керував індустріально-агрономічним технікумом. Після реорганізації останнього у Чернігівський землеустрійний технікум ім. Г. І. Петровського став його директором і викладачем геодезії.

### Харківський період діяльності
В листопаді 1927 р. переходить працювати старшим викладачем кафедри геодезії в Харківський геодезичний і землевпорядний інститут (ХГЗІ), де завідувачем був професор Михайло Володимирович Вяхірев (*1869-†1954). Майже одразу завідувач кафедри залучив його до роботи над кандидатською дисертацією. Одночасно А. Д. Моторний працював інженером-геодезистом на виробництві (1927—1931).
12 червня 1930 р. почалася реорганізація вищої геодезичної освіти в Україні. Згідно з Постановою РНК УСРР «Про реорганізацію ВИШ'ів та ВТИШ'ів і передачу їх у відання відповідних наркоматів» з ХГЗІ виділився Харківський геодезичний інститут (ХГІ), де А. Д. Моторний займав посади доцента кафедри геодезії і заступника директора по навчальній роботі. В той час він був також серед ініціаторів заснування Українського науково-дослідного інституту геодезії і картографії в Харкові (функціонував у 1931—1934 рр.).
З організацією окремого ХГІ були розроблені і здійснювались плани по виданню навчальних підручників, зокрема, передбачалося видати підручник курсу нижчої геодезії трьох авторів професорів М. М. Загрубського (частина І «Кутомірне здіймання»), А. Д. Моторного (частина II «Мензульне здіймання») та М. В. Вяхірева (частина III «Технічне нівелювання»). Однак, через великий обсяг підручника вирішено було кожну частину надрукувати окремою книжкою. У 1933 р. А. Д. Моторний видав перший в Україні підручник «Нижча геодезія. Частина друга. Мензульне здіймання» українською мовою. Цей підручник і сьогодні не втратив свого значення, зокрема для розвитку української геодезичної термінології і як одна з перших ластівок української навчальної книги з геодезії для вищої школи. Саме відсутність термінології примусила вченого приступити до укладання російсько-українського геодезичного словника, підготовкою якого він займався довгі десятиліття і який вийшов у 1994 р. завдяки зусиллям групи ентузіастів під керівництвом доцента кафедри геодезії Державного університету «Львівська політехніка» Володимира Літинського.
В 1934 р. була проведена чергова реорганізація вищої геодезичної освіти. Згідно з Постановою Ради Народних Комісарів (РНК) СРСР від 11 січня 1934 р. та наказом Головного управління навчальними закладами Наркомату важкої промисловості № 26/26 від 27 січня 1934 р. ХГІ разом з Науково-дослідним інститутом геодезії і картографії увійшов на правах геодезичного факультету (ГФ) до Харківського інженерно-будівельного інституту (ХІБІ). А. Д. Моторного призначили деканом ГФ і доцентом кафедри геодезії. Згодом його активна організаторська, наукова і педагогічна діяльність у цьому інституті була відзначена керівництвом ГУГК при РНК СРСР нагрудним знаком «Отличнику геодезии и картографии» (1939 р.). На наступний рік, 20 грудня 1940 р., він захистив кандидатську дисертацію на тему «Аналіз джерел накопичення помилок при складанні фотоплану і дослідження точності його планової геодезичної основи при контурно-комбінованому аерозніманні масштабу 1:50 000».

### Друга світова війна
В жовтні 1941 р. за декілька днів перед початком німецької окупації Харкова родина Моторних була евакуйована в Казахстан, де спочатку мешкала у с. Пролетарка, а потім в містечку Бурлін Західно-Казахстанської області. В березні 1942 р. А. Д. Моторного відкликали в м. Уральськ у Південне аерогеодезичне підприємство ГУГК при РНК СРСР, де він працював інспектором ВТК шостого загону в Західно-Казахстанській і Чкаловській областях і своєю роботою вніс вагомий внесок у забезпечення діючої армії, зокрема, військ Сталінградського фронту, картографічними матеріалами. У 1942 р. ГУГК при РНК СРСР вдруге нагородило А. Д. Моторного знаком «Отличнику геодезии и картографии», а у 1946 р. він був нагороджений медаллю «За доблестный труд в Великой Отечественной войне 1941-45 годов».

### Львівський період діяльності
Після звільнення України від німецьких окупантів знову виникла необхідність підготовки інженерних кадрів для народного господарства. У зв'язку з цим А. Д. Моторного відкликали з Уральська в Харків і доручили керувати ГФ і кафедрою геодезії Харківського гірничо-індустріального інституту (до 1944 р. — ХІБІ). Однак, вже 5 січня 1945 р. його відрядили до Львова у політехнічний інститут для створення ГФ, а 17 січня 1945 р. призначили завідувачем кафедри геодезії і деканом факультету водного і шляхового будівництва.
На шляху організації факультету були немалі труднощі. Навчальних посібників не було зовсім, геодезичних приладів вистачало тільки для показу, а викладачів було небагато, в основному з Геодезичного відділення колишньої Львівської політехніки. Необхідно було ці питання вирішити до початку 1945/46 навчального року. А. Д. Моторний з властивою йому енергією поринув в організаційні клопоти, які незабаром дали результати. Підприємства ГУГК при РНК СРСР виділили прилади, МІІГАіК та Ленінградське військово-топографічне училище прислали близько 200 підручників зі спеціальних дисциплін, з ХІБІ та Новосибірського інституту інженерів геодезії, аерофотознімання і картографії (НІІГАіК) приїхали викладачі: доценти О. І. Кобилін, М. К. Мигаль, М. І. Груздьов, старші викладачі П. Т. Бугай, О. С. Лисичанський, О. О. Горін, О. С. Колосова-Єгорова, Є. С. Гаврилова та інші. Розпочали роботу кафедри астрономії і вищої геодезії (завідувач — доцент О. І. Кобилін), фотограмметрії (завідувач — доцент М. І. Груздьов) та картографії (завідувач — старший викладач О. С. Лисичанський). Були відкриті астрономо-геодезична і картографічна спеціальності, а в серпні проведено набір студентів на перший курс — 50 осіб, на другий та третій курси — по вісім осіб. Прибула з НІІГАіК також дипломниця Ганна Бабій. Так факультет був створений, а А. Д. Моторний Наказом Всесоюзного комітету у справах вищої школи при РНК СРСР № 1669/к від 28 жовтня 1946 р. був призначений деканом ГФ.
В 1947 р. почалася нова реорганізація факультету і вузу. Кафедра картографії була приєднана до кафедри астрономії і вищої геодезії, а кафедра фотограмметрії до кафедри геодезії. У 1950 р. картографо-геодезична спеціальність була замінена спеціальністю «наземно-польова геодезія». Ще через рік ГФ об'єднали з геологорозвідувальним факультетом. В цьому ж році А. Д. Моторному виповнилось 60 років і він залишив керівництво факультетом і зосередився на роботі на кафедрі.
При цьому незважаючи на величезну завантаженість адміністративними і педагогічними обов'язками продовжує займатися науковими дослідженнями, зокрема, джерел помилок при складанні планів масштабу 1:50 000 за результатами контурно-комбінованого методу знімання, деяких питань фотограмметрії і математичної картографії, систем ланок в полігонометрії, відомих тепер як «засічки Моторного», пропонує своє аналітичне рішення знаменитої задачі Снелліуса-Потенота, виступає на науково-технічних конференціях, продовжує збирати матеріали до російсько-українського геодезичного словника, а також пише історію вищої геодезичної освіти в Україні і науково-популярну книгу з геодезії. Часто виступає на сторінках інститутської газети «Радянський студент» зі статтями, замітками, повідомленнями, присвяченими найрізноманітнішим проблемам життя факультету, історії геодезичної науки, методичним питанням, профорієтації тощо
У серпні-вересні 1954 р. організовує і керує науковою геодезичною експедицією в районі м. Берегове Закарпатської області. Ця експедиція відіграла особливу роль у житті цілого факультету. З неї почались дослідження впливу атмосферної рефракції на геодезичні виміри і виросла славнозвісна львівська школа рефракції.
Багато зусиль віддає А. Д. Моторний підготовці науково-педагогічних кадрів, керуючи роботами своїх учнів-аспірантів. Успішно захистили дисертації Д. І. Масліч (1957 р.), А. Л. Островський (1959 р.) і П. І. Конюхов (1965 р.).
Власний науковий пошук вченого завершився 17 червня 1958 р. успішним захистом докторської дисертації на тему «Нові системи ланцюгів у полігонометрії». Рішенням ВАК СРСР А. Д. Моторному у 1960 р. присвоєно науковий ступінь доктора технічних наук, а потім вчене звання професора.
Багато часу віддавав А. Д. Моторний редагуванню наукових збірників, організації конференцій та громадській роботі. Він розумів, що якісного набору студентів на ГФ можна досягти лише шляхом проведення в регіоні пропаганди астрономічних і геодезичних знань і професійної орієтації. Таку роботу на той час могло виконувати поряд з науково-просвітницьким товариством «Знання», також Всесоюзне астрономо-геодезичне товариство при АН СРСР (ВАГТ), тому доклав чимало зусиль до створення його львівського відділення (ЛьвіВАГТ). У червні 1962 р. воно було засноване, а А. Д. Моторного було обрано головою Ради ЛьвіВАГТ. На цій громадській посаді він намагався відкрити у Львові планетарій. Однак, ця його задумка не реалізована і досі.
Помер 26 лютого 1964 р. Похований на Личаківському кладовищі у Львові (поле 54).

## Учні
Серед його учнів видатні вчені, державні діячі, керівники геодезичного виробництва і народні артисти: академік НАН України Я. С. Яцків, академік АН Молдови М. Р. Андронатій, Заступник Голови Верховної Ради СРСР Г. С. Таразевич, директор Полтавської гравіметричної обсерваторії В. Г. Булацен, професори А. Л. Островський, І. Ф. Монін, П. І. Баран, Х. В. Бурштинська, П. Д. Двуліт, Б. М. Джуман, Й. В. Джунь, О. Л. Дорожинський, В. С. Кислюк, Я. М. Костецька, П. В. Павлів, І. С. Тревого та М. І. Кравцов, доценти Д. І. Масліч, Л. С. Хижак, А. Є. Філіпов, Р. С. Сидорик, М. І. Русин, В. О. Коваленко, Д. Н. Кавунець, І. Н. Кметко, І. М. Гудз, В. П. Новосельська, М. А. Куцериб, М. К. Дрок, В. В. Киричук, Р. М. Тартачинський, Б. Т. Тлустяк, А. Ю. Федоріщев та інші, а також керівники геодезичного виробництва О. М. Колесник, П. М. Шевчук, М. В. Марчак, М. В. Смутюк, К. П. Балицький, С. І. Гузовський, художній керівник Львівської Державної Академічної чоловічої хорової капели «Дударик» народний артист України М. Л. Кацал та інші. Всі названі і не названі його учні творять сьогодні українську і, зокрема, львівську геодезичну школу.

## В пам'яті нащадків
Незабаром після смерті А. Д. Моторного його учень, художник і старший викладач кафедри геодезії В. В. Тиханич (*1911-†1973) написав його олійний портрет (1964 р.). До 100-річчя з дня народження вченого на ГФ відбулися 10 грудня 1991 р. «Геодезичні читання». Організоване у березні 1991 р. Українське товариство геодезії, аерокосмічного знімання і картографії (нині Українське товариство геодезії і картографії) встановило стипендію ім. А. Д. Моторного для найкращих студентів ГФ ЛПІ. Першим стипендіатом стала студентка Світлана Рощупкіна. На жаль, пізніше виплата стипендії через економічну кризу була призупинена.
Вже в незалежній Україні професор А. Д. Моторний був 20 січня 1995 р. посмертно нагороджений Почесною грамотою Державного університету «Львівська політехніка» за визначні успіхи в науковій і педагогічній діяльності та видатні заслуги перед Львівською політехнікою і з нагоди проголошення незалежності Української Народної Республіки та соборності України. Почесну грамоту передав його сину професору В. А. Моторному ректор професор Юрій Рудавський (*1947-†2007).

### Почесна відзнака імені професора А.Д.Моторного

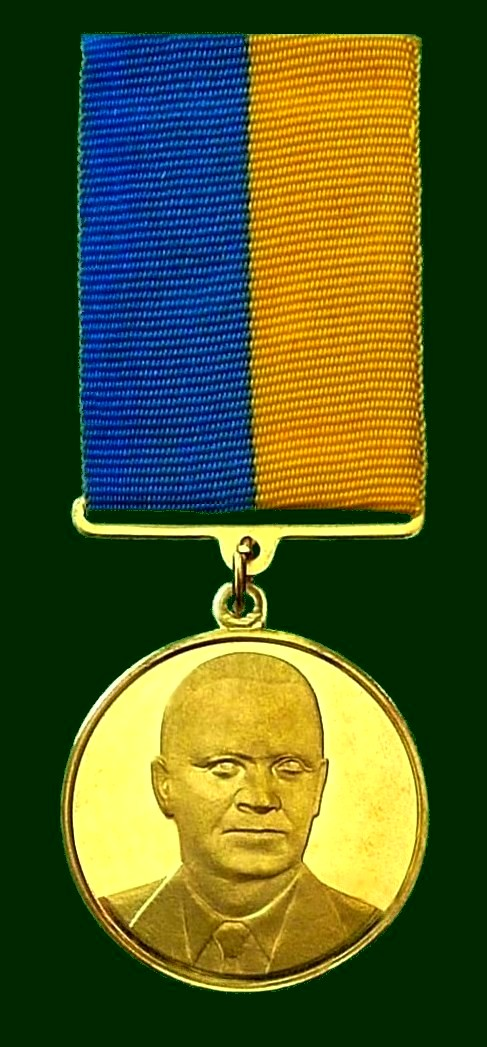
Почесна відзнака імені професора А. Д. Моторного

Напередодні 125-літнього ювілею професора А. Д. Моторного і з метою вшанування його пам'яті Правління Українського товариства геодезії і картографії ухвалило рішення (№ 7 від 24 грудня 2015 року) про встановлення почесної відзнаки його імені для нагородження нею громадян України та інших країн за значні виробничі, педагогічні, наукові та громадські досягнення в галузі геодезії, картографії і кадастру.
Почесна відзнака виготовляється зі спеціальних металевих сплавів за технологіями виготовлення державних нагород і має форму медалі із позолотою поверхні (діаметр — 32 мм, товщина — 2,5 мм), яка кріпиться до колодки з жовто-синьою стрічкою — кольорів державного прапору України.
На лицевій стороні відзнаки викарбувано портрет професора А. Д. Моторного. На зворотному боці відзнаки зверху посеред відзнаки викарбувано Герб України, по колу — Українське товариство геодезії і картографії, а у центрі відзнаки поміщено напис «Почесна відзнака імені професора А. Д. Моторного. За вагомий внесок у розвиток геодезичної освіти і науки».

## Вибрані праці
- Моторний A.Д. Аналіз джерел помилок при складанні фотоплану масштабу 1:50 000 // Наукові записки Львівського політехнічного інституту. — 1947. — Вип. 1. — С. 120—132.
- Моторный A.Д. Задача Потенота (аналитическое решение) // Научные записки ЛПИ, серия геодезическая № 1. — 1949. — Вып. XV. — С. 165—171.
- Моторний A.Д. Нижча геодезія. — Частина друга. Мензульне здіймання. — Харків — Київ: Техтеорвидав, 1933. — 103 с.
- Моторный A.Д. Новые системы звеньев полигонометрии и анализ допусков в точностях при построении звена IV класса. — Львов: Изд-во Львов. гос. университета, 1955. — 38 с.
- Моторный A.Д. Построение проекции с сохранением длин по меридианам и параллелям // Научные записки ЛПИ, серия геодезическая № 1. — 1949. — Вып. XV. — С. 149—155.
- Російсько-український геодезичний словник / А. Д. Моторний, Т. І. Панько, В. О. Літинський, В. А. Моторний; За ред. В. О. Літинського. — Вінниця: ГУГКК, 1994. — 407 с. — ISBN 5-7773-0089-8.